# Гонщик «Срібної мрії»
«Гонщик "Срібної мрії"» (англ. Silver Dream Racer) — британська спортивна драма 1980 року.

## Сюжет
Професійний мотогонщик Нік Фріман без успіху бере участь у змаганнях, бо в нього немає коштів на хороший мотоцикл. Від вдови його брата, що загинув під час тренування, він безкоштовно отримує мотоцикл, що брат власноручно збирав із запчастин, виготовлених за найновішими технологіями. З новим мотоциклом Нік вирушає на велику гонку на Гран-прі Великої Британії, де серед інших конкурентів йому доводиться змагатися з американським гонщиком Брюсом Макбрайдом.

## В ролях
| Актор             | Роль          |
| ----------------- | ------------- |
| Девід Ессекс      | Нік Фріман    |
| Бо Бріджес        | Брюс Макбрайд |
| Крістіна Рейнс    | Джулі Прінс   |
| Кларк Петерс      | Сайдер Джонс  |
| Гаррі Ейч Корбетт | Віггінс       |
| Діана Кін         | Тіна Фріман   |